# Старицьке (Житомирський район)
Ста́рицьке — село в Україні, у Брусилівській селищній територіальній громаді Житомирського району Житомирської області. Населення становить 8 осіб.

## Історія
Німецька колонія Старицька (Вільгельмшвальде) виникла у 1850-і роки на місці хутора, що свого часу входив адміністративно до складу села Грузьке. 1900 року у німецькій колонії Старицьке, що належала до Бишівської волості Київського повіту, мешкало 390 осіб, існувала лютеранська кирха та школа при ній. Діяли три вітряки, три кузні та чотири маслобійні.
У 1923—54 роках — адміністративний центр колишньої Старицької сільської ради Брусилівського району.